# Kjartan Fløgstad

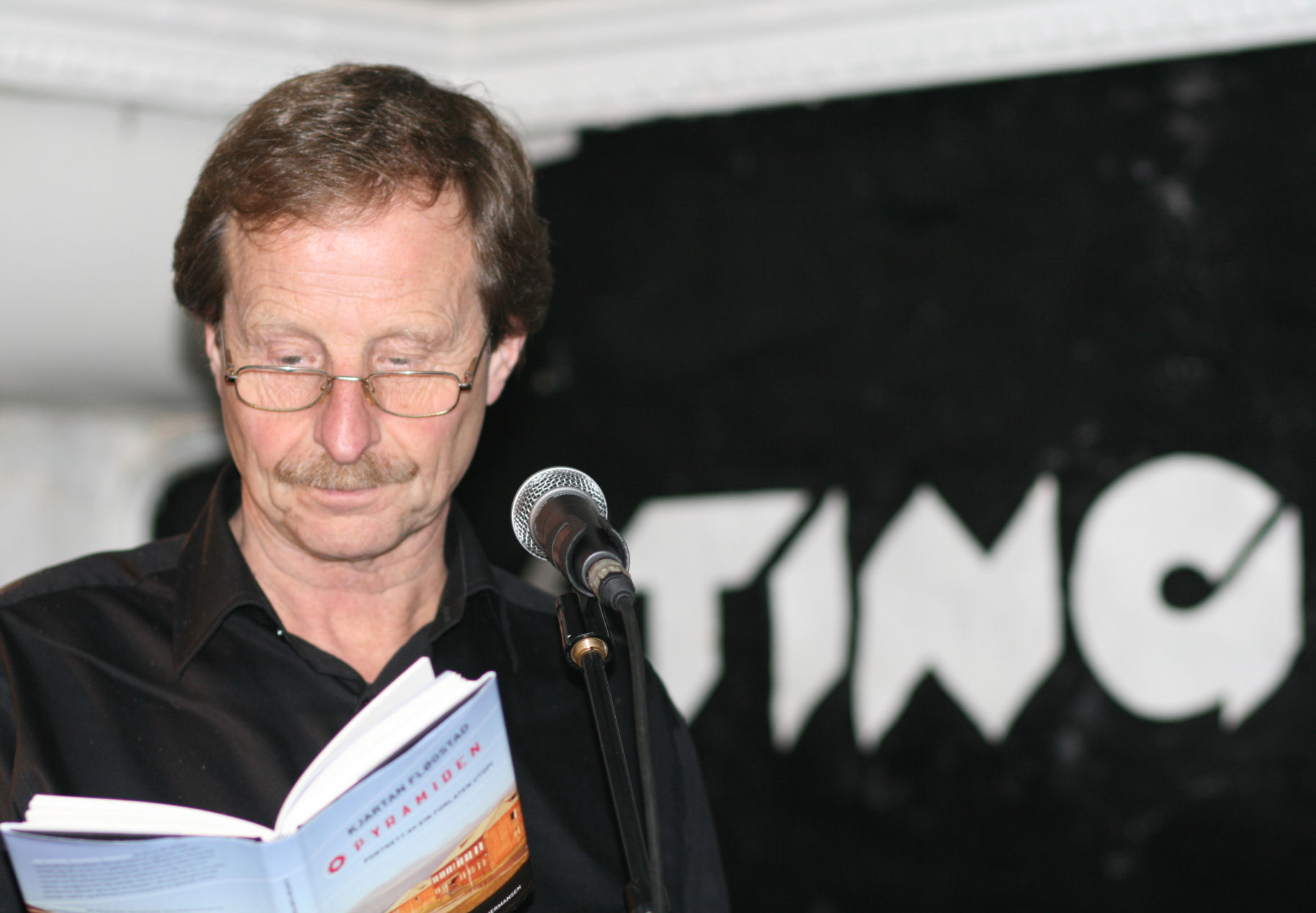
Kjartan Fløgstad
Foto: Jarle Vines

Kjartan Fløgstad (7 de junio de 1944, Sauda, Noruega) es un novelista, poeta, cronista de viajes, traductor y ensayista noruego.

## Biografía

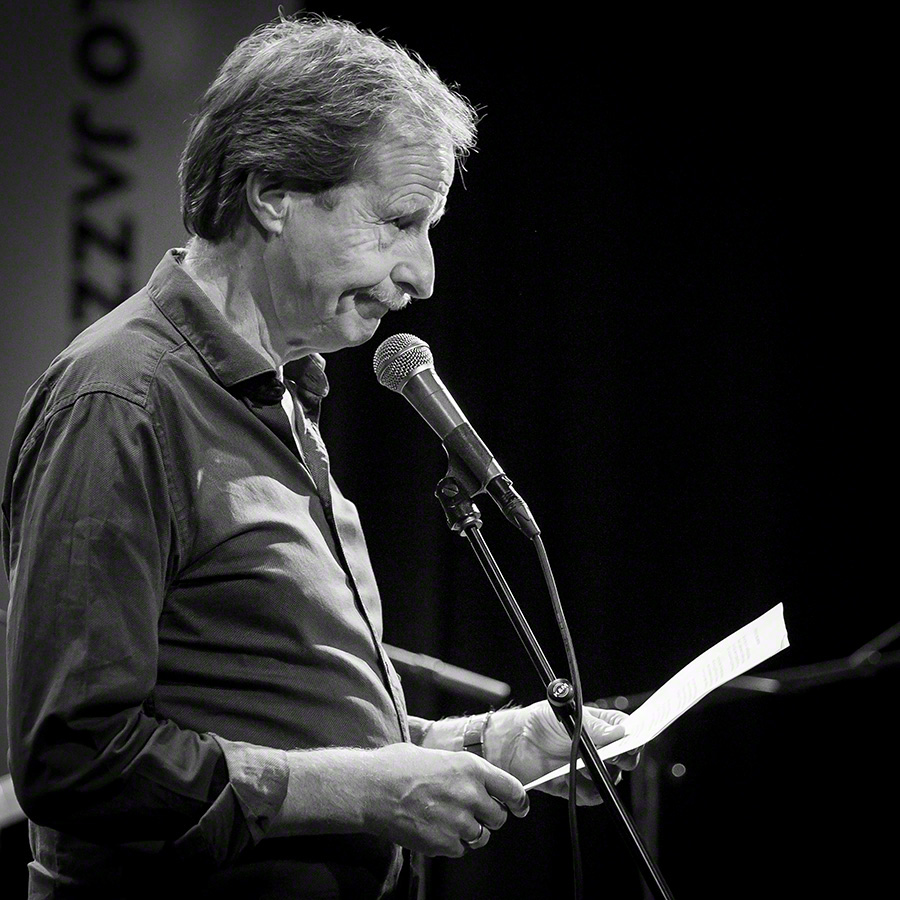
Kjartan Fløgstad, Oslo Jazzfestival 2016

Nacido en la ciudad industrial de Sauda en Ryfylke, Rogaland; estudió literatura y lingüística en la Universidad de Bergen y posteriormente, trabajó un período de obrero industrial y de marinero antes comenzar a escribir y de debutar como poeta con el libro Valfart (Peregrinación) en 1968.
El trabajo inicial en prosa de Fløgstad: Den hemmelege jubel, o Júbilo secreto, fue publicado en 1970 en Noruega y más tarde traducido al inglés con el nombre de The Secret exultation. 
En 1972 escribe la colección de relatos Fangliner (Cuerdas), donde el autor, con una idea agitadora, insta a la gente de mar a que se exprese en su propia lengua, sin recurrir al culteranismo que demandaba la sociedad dominante. En esta obra se hace evidente, de manera inaugural, el compromiso social y la posición ideológica del autor. 
En 1977 logra su primer éxito literario con la novela Dalen Portland (Camino del dólar). Con ella ganará el Premio de literatura del Consejo Nórdico.Más tarde editará Fyr og flamme  (Fuego y llama), en el año 1980 y Det 7 klima (El séptimo clima). 
A partir de 1986 comenzarán a publicarse las obras más reconocidas de Kjartan Fløgstad, después de su novela Dalen Portland. En este período publicará seis novelas, así como dos novelas policiales, para las que usará el seudónimo de K. Villun.

## Estilo
En las obras aludidas Fløgstad deja de manifiesto una potestad maestra en la precisión realista combinada con una perspicacia sociológica de los ambientes narrativos. Los escenarios descriptivos y alegóricos de Fløgstad personifican los cambios estructurales y sociales de su Noruega natal, a través de los pasos de una cultura agrícola, pasando por el estadio de una sociedad industrial, hasta llegar a la fase de nación posindustrial. 
El universo narrativo de Fløgstad, según se desprende de su trazo estilístico en la ficción y en el bosquejo de cronista, es muy característico; muchos retruécanos o juegos de palabras, intertexto o alusiones a otros textos y a películas, todo esto en una suerte de mezcla de sociolectos o, más bien, de una variante de la lengua hablada por un determinado estrato social o grupo humano.
Es uno de los autores más conocidos que escriben en el género del realismo asombroso, o más bien, como el mismo denomina, realismo ártico, en Noruega, Como lector sus enfoques reflexivos complejos nos ofrecen muchas dislocaciones ilusorias, lo que nos permite adentrarnos en un mundo interminable de luz y de sombras, en el laberinto alegórico de este escritor noruego.

## América Latina
Está considerado como uno de los mejores traductores de la obra de Pablo Neruda, al noruego, destacándose principalmente una antología sobre el poeta chileno y el libro Los versos del capitán.
Fløgstad ha demostrado tener, desde finales de la década del sesenta una predilección especial por Chile, país que ha recorrido de norte a sur y visitado siete veces. Algunas de sus obras están ambientadas en ese país sudamericano. Asimismo mantiene vínculos de amistad, desde hace años, con los escritores chilenos Sergio Badilla Castillo y Omar Pérez Santiago.

## Familia
Fløgstad es el padre de Aslak Nore.

## Obras
- Valfart . (Peregrinación), poemas 1968
- Sememoniar - poemas 1969
- Den hemmelege jubel – (El júbilo secreto), prosa 1970
- Fangliner (Cuerdas) relatos 1972
- Dikt i utval av Pablo Neruda –Poemas escogidos de Pablo Neruda, traducción (1973)
- Litteratur i revolusjonen. Dikt frå Cuba. (Literatura y Revolución: Poemas de Cuba), traducción (1973)
- Rasmus - novela 1974)
- Dalen Portland – (El Camino del dólar), novela (1977)
- Tyrannosaurus Text - ensayos (1988)
- Kniven på strupen – (El cuchillo en la garganta), novela, traducida al español (1992)
- Pampa Union. Latinamerikanske reiser – (Pampa Unión viajes latinoamericanos), crónica de viajes (1994)
- Antipoder – (Antípodas), ensayos (1996)
- Kron og mynt – (Cara o cruz), .novela 1998)
- Eld og vatn. Nordmenn i Sør-Amerika – (Fuego y agua: Noruegos en Sudamérica), crónicas, prosa (1999)
- Sudamericana – libro de viajes. (2000)
- Paradis på jord – (Paraíso en la tierra), traducida al español, novela (2002)
- Pablo Neruda: Kapteinens vers – (Los versos del Capitán). Traducción (2003) Grand Manila - novela (2006)
- Pyramiden, portrett av ein forlaten utopi (La Pirámide, retrato de una utopía abandonada).Ensayo (2009) ISBN 978-84-937694-6-8